# Новосілки (Берестовицький район)
Новосілки (біл. Новосілки) — село в складі Берестовицького району Гродненської області, Білорусь. Село підпорядковане Олекшицькій сільській раді, розташоване у західній частині області.